# Réotier
 Réotier  es una comuna y población de Francia, en la región de Provenza-Alpes-Costa Azul, departamento de Altos Alpes, en el distrito de Briançon y cantón de Guillestre.
Está integrada en la Communauté de communes du Guillestrois .

## Demografía
| 172 | 163 | 132 | 128 | 136 | 161 |
| Para los censos de 1962 a 1999 la población legal corresponde a la población sin duplicidades (Fuente: INSEE [Consultar]) |     |     |     |     |     |